# Leading European Newspaper Alliance
Leading European Newspaper Alliance (LENA) és una organització creada inicialment per set (ara vuit) diaris europeus el març de 2015, per millorar el periodisme a Europa. El grup pretén compartir continguts i pràctiques tecnològiques dins de la transformació que està experimentant actualment la indústria del periodisme, en un entorn caracteritzat pel ràpid creixement dels lectors basats en Internet. Els membres de LENA són Die Welt (Alemanya), El País (Espanya), La Repubblica (Itàlia), Le Figaro (França), Le Soir (Bèlgica), el diari suís de llengua alemanya Tages-Anzeiger, el diari de llengua francesa Tribune de Genève i el diari en llengua polonesa Gazeta Wyborcza. Aquestes publicacions tenen un públic conjunt de set milions, a més de 43 milions d'usuaris únics d'Internet. Javier Moreno Barber, redactor en cap d'El País del 2006 al 2014, va ser el director del grup fins al maig de 2017. El seu successor van ser Christoph Zimmer, cap de comunicació de Tamedia i Olivier de Reaymaeker, conseller delegat de Le Soir. L'actual presidenta de l'Aliança és Joanna Krawczyk, la cap de News Partnerships de Gazeta Wyborcza.